# Post Mortem (serie de televisión alemana)
Post Mortem es una serie procedimental de origen alemán, englobada en el género thriller y drama, que se estrenó el 18 de enero de 2007 en RTL Television con una primera temporada de nueve episodios.
En abril de 2007 la serie fue renovada para una segunda temporada con otros ocho episodios, que comenzaron a emitirse el 17 de enero de 2008.
Actualmente, la serie no ha renovado por ninguna temporada más, dejando la historia con un final inacabado y abierto.
La serie narra los diferentes casos a los que deben enfrentarse un equipo de medicina forense en la ciudad de Colonia, Alemania.
En España la serie será emitida en estreno por el canal AXN el 12 de septiembre de 2010.
- Datos: Q548903